# Ngô Văn Thành
Ngô Văn Thành (sinh ngày 24 tháng 4 năm 1951 tại Hà Nội) là một Giáo sư, tiến sĩ, nghệ sĩ nhân dân và là nghệ sĩ violon người Việt Nam. Ông từng là cựu Giám đốc Học viện âm nhạc Quốc gia Việt Nam.
Ông là một trong số ít những nghệ sĩ được phong tặng danh hiệu Giáo sư, tiến sĩ và nghệ sĩ nhân dân với lĩnh vực âm nhạc cổ điển, đặc biệt là trong Violon, cùng với nghệ sĩ Tạ Bôn, Nguyễn Châu Sơn.

## Tiểu sử và sự nghiệp
Ông sinh ra và lớn lên tại phố Lý Quốc Sư, nay thuộc quận Hoàn Kiếm, Hà Nội nhưng quê gốc ở làng Bần, thuộc phường Bần Yên Nhân, thị xã Mỹ Hào, tỉnh Hưng Yên. Ông được sinh ra trong gia đình có 6 người con, trong đó có chị gái là nghệ sĩ ưu tú, nhà giáo ưu tú đàn tranh Ngô Bích Vượng. Cha ông là chủ hiệu nhuộm vải. Lên 7 tuổi, ông được bố gửi vào học violon hệ trung cấp trong Trường Âm nhạc Việt Nam (nay là học viện âm nhạc quốc gia Việt Nam).
Vốn có niềm đam mê mãnh liệt với cây đàn, kèm theo những người thầy dạy tốt và có tiếng thời đó luân phiên giáo dục, trình độ violon của ông nhanh chóng được phát triển và nâng cao. Năm 1968, cả nhà ông chuyển ra gần sông Hồng, thuộc khu vực phường Bạch Đằng, quận Hai Bà Trưng.
Khi Ngô Văn Thành học tiếp lên đại học, nghệ sĩ ưu tú Bích Ngọc (phu quân của nghệ sĩ nhân dân Trà Giang) đã nhận thấy ông có triển vọng nên trực tiếp đào tạo. Những ngày sang Liên Xô chuẩn bị cho cuộc thi, Ngô Văn Thành còn được Giáo sư, Nghệ sĩ công huân Liên Xô Igor Bezrodny trực tiếp huấn luyện. Ở Cuộc thi Âm nhạc Quốc tế Tchaikovsky tổ chức tháng 6 năm 1974, Việt Nam cử hai nghệ sĩ trẻ tham dự, Ngô Văn Thành biểu diễn violon và Tôn Nữ Nguyệt Minh ở đàn piano. Ngô Văn Thành cùng Tôn Nữ Nguyệt Minh giành Bằng khen vòng II.
Ông tốt nghiệp nhạc viện Tchaikovsky năm 1974, sau đó tốt nghiệp nghiên cứu sinh biểu diễn violon tại lớp của nghệ sĩ Igor Bezrodny. Đầu thập niên 1990 cho tới năm 1996 ông từng là chủ nhiệm khoa Dây của Nhạc viện Hà Nội. Năm 1982, ông tốt nghiệp nghiên cứu sinh biểu diễn violin tại lớp Giáo sư, Nghệ sĩ nhân dân Igor Bezrodny.
Năm 1996 ông giữ cương vị Phó giám đốc Nhạc viện và giai đoạn 2006 - 2011 ông đảm trách vị trí Giám đốc Nhạc viện Hà Nội, hiện giờ là Học viện Âm nhạc quốc gia Việt Nam. Ông đã bảo vệ thành công luận án Tiến sĩ tại Viện Văn hóa Nghệ thuật Việt Nam với đề tài: "Sự hình thành và phát triển của nghệ thuật Violon ở Việt Nam".
Nghệ sĩ Ngô Văn Thành đào tạo nhiều học trò giỏi như Nghệ sĩ Ưu tú Nguyễn Công Thắng, Đỗ Xuân Thắng, Trần Quang Duy,...
Ông về hưu năm 2016 nhưng ông vẫn luôn tiếp tục cống hiến cho nền âm nhạc.

## Thành tựu
- Bằng khen Bộ Văn hóa Thông tin năm (1993, 1997, 2000, 2006, 2010)[5]
- Chiến sĩ thi đua toàn quốc năm (2000)[5]
- Huy chương vì Sự nghiệp Văn hóa thông tin (2000)[5]
- Huy chương vì Sự nghiệp giáo dục năm (2000)[5]
- Huân chương lao động hạng ba (2000)[5]
- Huân chương lao động hạng hai (2011)[5]
- Huân chương lao động hạng hai của Chủ tịch nước Cộng hòa dân chủ nhân dân Lào (2011)[5]
- Bằng khen của Thủ tướng chính phủ (2000, 2011)[5]
- Danh hiệu Nghệ sĩ nhân dân (2012)[5]

## Đời tư
Ngô Văn Thành kết hôn và có 2 người con gái. Hiện ông sống tại Hà Nội.